# آنیچو
آنیچو (به ایتالیایی: Annicco) یک کومونه در ایتالیا است که در استان کریمونا واقع شده‌است.

## خصوصیات
آنیچو ۱۹٫۳ کیلومترمربع مساحت و ۱٬۹۵۶ نفر جمعیت دارد.